# Monociclo

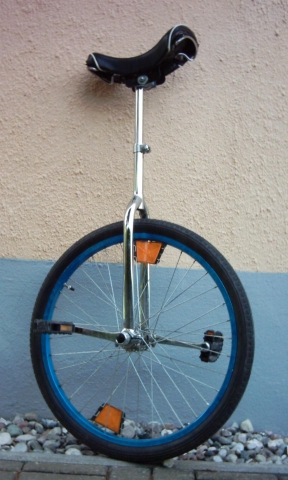
Monociclo o uniciclo.

El monociclo o uniciclo es un vehículo de una sola rueda, y pedales como los de una bicicleta. Es requisito para todo monociclista tener un buen equilibrio y dominio del centro de gravedad.
Asimismo, ha servido desde hace tiempo como fuente de ingresos para diversa gente a través de demostraciones callejeras.
Una de las variedades del monociclo son los jirafas, que se caracterizan porque tienen mucha más altura que uno corriente: 1,50 m, 2 m y más.

## Modalidades
- Free Style (estilo libre), en sentido amplio es todos los trucos de monociclo, en las convenciones el freestyle artístico consiste en la demostración de trucos mediante una rutina artística.
- Off road (fuera de pista), en el que el monociclo está preparado para todo tipo de terreno. El modelo para este estilo está dotado de unas llantas más fuertes, cubiertas con tacos y más anchas, una horquilla más dura e incluso a veces con un freno bajo el sillín en su extremo delantero. [cita requerida]
- MUNI (Mountain Unicycle) por sus siglas en inglés , que incluye descensos vertiginosos, rutas por caminos, equilibrios entre rocas... e incluso saltos espectaculares. La preparación en estos casos debe ser mayor y se debe ir bien equipado con protecciones, aparte de un casco. A esta variación se la denomina también Muni[cita requerida]
- Trial es una disciplina que consiste en superar obstáculos, ubicados generalmente uno tras otro, el monociclista debe saltar, equilibrar y lograr llegar desde un extremo inicial al extremo final de la línea.
- Flat, que debe su nombre al piso liso donde debe ser practicado, es en el cual el monociclista debe estar en constante equilibrio para realizar trucos que impliquen el uso de las bielas para poner los pies. Un ejemplo de ellos es el Rolling Wrap, Back Roll, Flips, etc. [cita requerida]
- Street es una disciplina urbana que consiste en superar obstáculos urbanos como escaleras, pasamanos, realizando trucos, muy similar al skateboarding.
- Letricio es un método reciente ideado por un Sacerdote de una comunidad llamado Rafael Ricardo de la Pava que consta en manejar los pedales con las manos.

## Deportes y juegos en monociclo
- Hockey.
- Baloncesto.
- Trial.
- Monociclo artístico.
- Formación.
- Fútbol americano.

## Competición
Cada dos años se celebran el "Unicon". Ahí hay competiciones de varias disciplinas, por ejemplo:
- 50 m, 100 m, 400 m, 800 m, medio maratón, maratón.
- Semipierna.
- Obstáculos.
- Coasting/Gliding.
- Salto de altura/longitud.
- Slow forward/backward.

## Trucos
- A una pierna . Durante el ejercicio un pie está en el aire.
- Walk the wheel. Andar con los pies en la rueda, también conocido como SLOWLY.
- Seat-out. Sin sentarse en el sillín y teniendo el mismo delante o frente al cuerpo.
- Saltar. Agarrar el sillín con una o dos manos y pararse en los pedales, saltando con el cuerpo.
- Stand-up. Andar de pie en la horquilla, con el sillín entre las piernas, impulsando la rueda con la punta del pie.
- Grinding. Saltar sobre una baranda , mientras que un pedal se desliza por ella.
- Rolling wrap. Una patada a la llanta para volver a la posición original con la otra pierna.
- Back roll. Una pierna esta en una biela mientras que la otra da dos golpes a la llanta para avanzar hacia atrás.
- Leg around. Consiste en darle vueltas al monociclo alrededor de la pierna.
- Coasting.

## Consejos para aprender
La duración de aprendizaje se extiende durante unos 5 días en las personas que practican con perseverancia. Los factores que influyen en el aprendizaje son la edad, el equilibrio y el tiempo dedicado a la práctica. A mayor edad la probabilidad de que el tiempo de aprendizaje se alargue es mayor.
Para proceder es necesario tener un punto de apoyo, sea una pared u otro objeto, que permita al cuerpo encontrar el equilibrio. Una vez conseguido el primer paso, el usuario pondrá su peso sobre el sillín para mantener mejor el equilibrio. Esto ayudará en el movimiento de las piernas para el impulso del monociclo.